# Бой при Маркианополе
Бой при Маркианополе — одно из столкновений между славянами и византийскими войсками во время славянских набегов на Византийскую империю.

Район дунайской границы Византии

На дунайской границе Византийской империи в 590-х годах не прекращались вторжения славян. Для борьбы со славянами император Маврикий в 594 году назначил своего брата Петра. Получив известие об очередном набеге славянского отряда из 600 человек, разграбившего три византийских городка в Нижней Мёзии и угонявшего в плен их жителей, Петр отправил из Маркианополя в погоню конный отряд в тысячу воинов под командованием Александра.
Конный отряд нагнал медленно двигавшийся обоз противника. Славяне увидев приближающихся византийцев, убили всех пленников-мужчин, способных носить оружие, и из составленных повозок устроили крепость, в середине поместив детей и женщин. Конные ромеи, сблизившись с противником, пошли в атаку, но были обстреляны дротиками, поражавшими лошадей. Тогда Александр приказал сойти с коней и в пешем порядке атаковать славянский вагенбург.  

И вот они, спешившись, подступили к укреплению, стреляя и отражая бросаемые стрелы. Таким образом, битва затягивалась для обеих сторон, и тогда один ромей бросился вперед, вскочил на повозку, связанную с остальными укреплениями и охранявшую варваров, а затем, встав на ней, принялся разить мечом [всех], кто приближался. Тут варвары оказались перед неумолимой бедой; ромеи с этого момента начали разрушать варварское укрепление. Отчаявшись в спасении, варвары вырезали оставшихся пленных. Ромеи, совершив победный натиск, перебили находившихся в укреплении варваров.— Феофилакт Симокатта. История.
Пётр, получив сообщение об успехе, двинул основные силы ближе к Дунаю и стал удерживать границу вплоть до дельты реки. 